# Marcelo Espinal
Rodolfo Marcelo Espinal Paniagua (La Ceiba, 24 febbraio 1993) è un calciatore honduregno, difensore del Vida.

## Carriera

### Club
Ha giocato nella massima serie del campionato honduregno con il Vida, esordendo nella stagione 2012-2013.

### Nazionale
Ha giocato con le Nazionali Under-20, Under-21 ed Under-23 dell'Honduras.
Ha preso parte ai Giochi olimpici del 2016 in Brasile, disputando 5 incontri fino al raggiungimento della semifinale persa per 6-0 contro il Brasile e conseguente finale per il terzo posto persa per 3-2 contro la Nigeria.